# Ханфорд (Калифорнија)
Ханфорд (енгл. Hanford) град је у америчкој савезној држави Калифорнија. По попису становништва из 2010. у њему је живело 53.967 становника.

## Демографија
Према попису становништва из 2010. у граду је живело 53.967 становника, што је 12.281 (29,5%) становника више него 2000. године.
| Група             | 2000.          | 2010.          |
| Белци             | 20.794 (49,9%) | 22.205 (41,1%) |
| Афроамериканци    | 2.090 (5,0%)   | 2.632 (4,9%)   |
| Азијати           | 1.190 (2,9%)   | 2.322 (4,3%)   |
| Хиспаноамериканци | 16.116 (38,7%) | 25.419 (47,1%) |
| Укупно            | 41.686         | 53.967         |